# La Croisée des chemins (roman)
 (janvier 2020).
Pour les articles homonymes, voir La Croisée des chemins.
La Croisée des chemins est un roman français de l'écrivain Henry Bordeaux paru en 1909.

## Résumé
Nommé a une chaire de l'École de Médecine de Paris, le docteur Pascal Rouvray qui, jusqu'alors, avait mené en province une existence austère, éclairée par l'idée de devoir envers son épouse et envers sa famille, va être tenté par le démon de midi lorsqu'il retrouve Laurence Chassal, une amie d'enfance.

## Publication
Le roman est d'abord publié dans cinq numéros de la Revue des Deux Mondes, d'août à octobre 1909 . Il est édité la même année en volume chez Plon et Nourrit ; 25 exemplaires sont imprimés sur papier de Hollande, numérotés de 1 à 25.